# Únos ze serailu
Únos ze serailu (v originále Die Entführung aus dem Serail) je název komické opery Wolfganga Amadea Mozarta z roku 1782. Autorem libreta je Gottlieb Stephanie podle textu divadelní hry Christopha Friedricha Bretznera. Opera je psána ve stylu Singspiel. Obsahuje některé pěvecky obtížné pasáže, například Osminovu árii ze třetího dějství „Ha, wie will ich triumphieren!“, která vyžaduje náročnou koloraturu a velké D, jeden z nejnižších tónů požadovaných v klasické opeře pro mužský hlas.

## Hlavní postavy
- Konstance (soprán)
- Blonda, její komorná (soprán)
- Selim paša (mluvená role)
- Osmin, dozorce v jeho paláci (bas)
- Belmonte (tenor)
- Pedrillo, jeho sluha (tenor)

## Obsah
Únos ze serailu je komická opera o třech dějstvích. Její děj se odehrává v 16. století v Turecku.
Konstance a její komorná Blonda jsou při vyjížďce na lodi uneseny piráty a prodány do Turecka, kde se do Konstance zamiluje zámožný Selim paša a do Blondy jeho dozorce Osmin. Pedrillo vypátrá, kde jsou obě dívky a dostává se do paláce (nechává se najmout jako správce pašových zahrad). Zároveň posílá vzkaz svému pánovi - Belmontemu. Zde začíná vlastní děj opery.

### První dějství
Belmonte se na návrh Pedrilla nechává najmout pašou jako stavitel, takže se dostává do paláce, kde Konstance mezitím odmítá vytrvalé dvoření Selima. Belmonte s Pedrillem naplánují útěk (svůj i obou mladých dívek) pomocí lodi, která právě v té době kotví v přístavu.

### Druhé dějství
Blonda se od Pedrilla dozvídá o plánu útěku. Podaří se jim opít Osmina a všichni čtyři (Belmonte, Konstance, Pedrillo a Blonda) za pomoci provazového žebříku opouštějí palác.

### Třetí dějství
Pedrillo a Blonda jsou na útěku chyceni Osminem, o něco později potká stejný osud i Belmonta a Konstanci. Osmin se raduje, protože předpokládá, že paša nechá všechny čtyři (nebo přinejmenším oba muže) usmrtit. Paša se zprvu opravdu rozhodne dát Pedrilla a Belmonta mučit za zneužití jeho důvěry, ale pak ukáže svou lepší tvář. Otec Belmonta je totiž jeho nepřítel, takže by se mu mohl mstít, ale nebude to dělat, protože je lepší oplatit křivdu šlechetností a nemstít se (což je vlastně pointa celé opery, vedle nehasnoucí lásky i v úplné beznaději). Z těchto důvodů rozhodnutí změní a nechává všechny čtyři odjet z přístavu na již dříve vyhlédnuté lodi. Pak je paša Salim oslavován a získává si respekt poddaných díky své šlechtnosti, ne krutosti.